# Sphecodes koikensis
Sphecodes koikensis là một loài Hymenoptera trong họ Halictidae. Loài này được Tsuneki mô tả khoa học năm 1983.